# 华阳礁

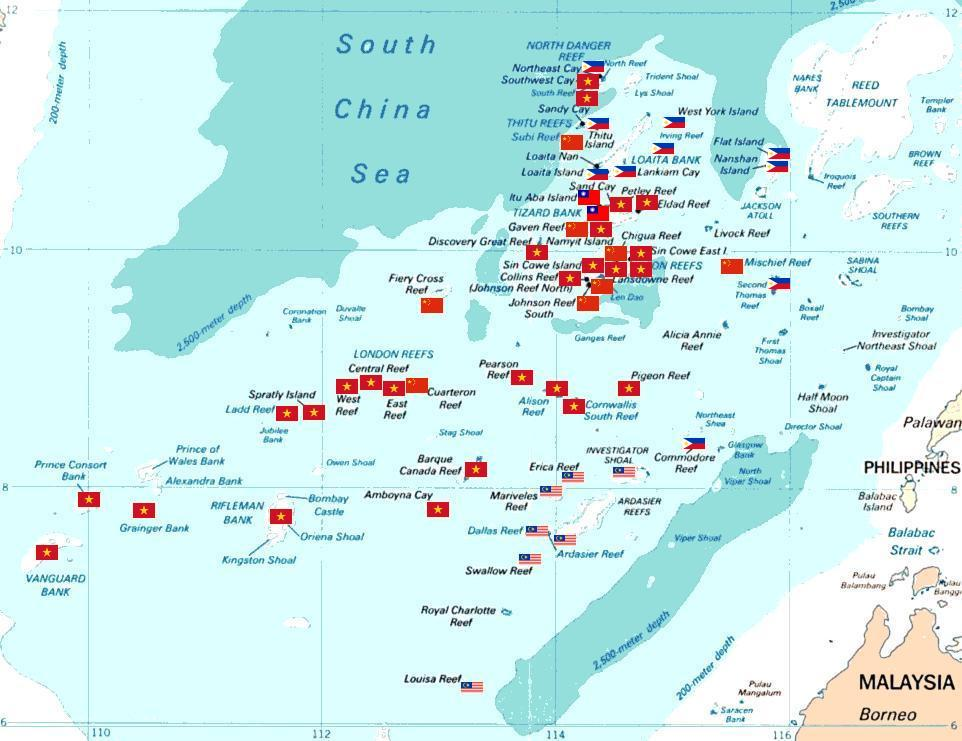
南海周邊諸國於南沙群島各島礁及沙洲的駐軍情況。

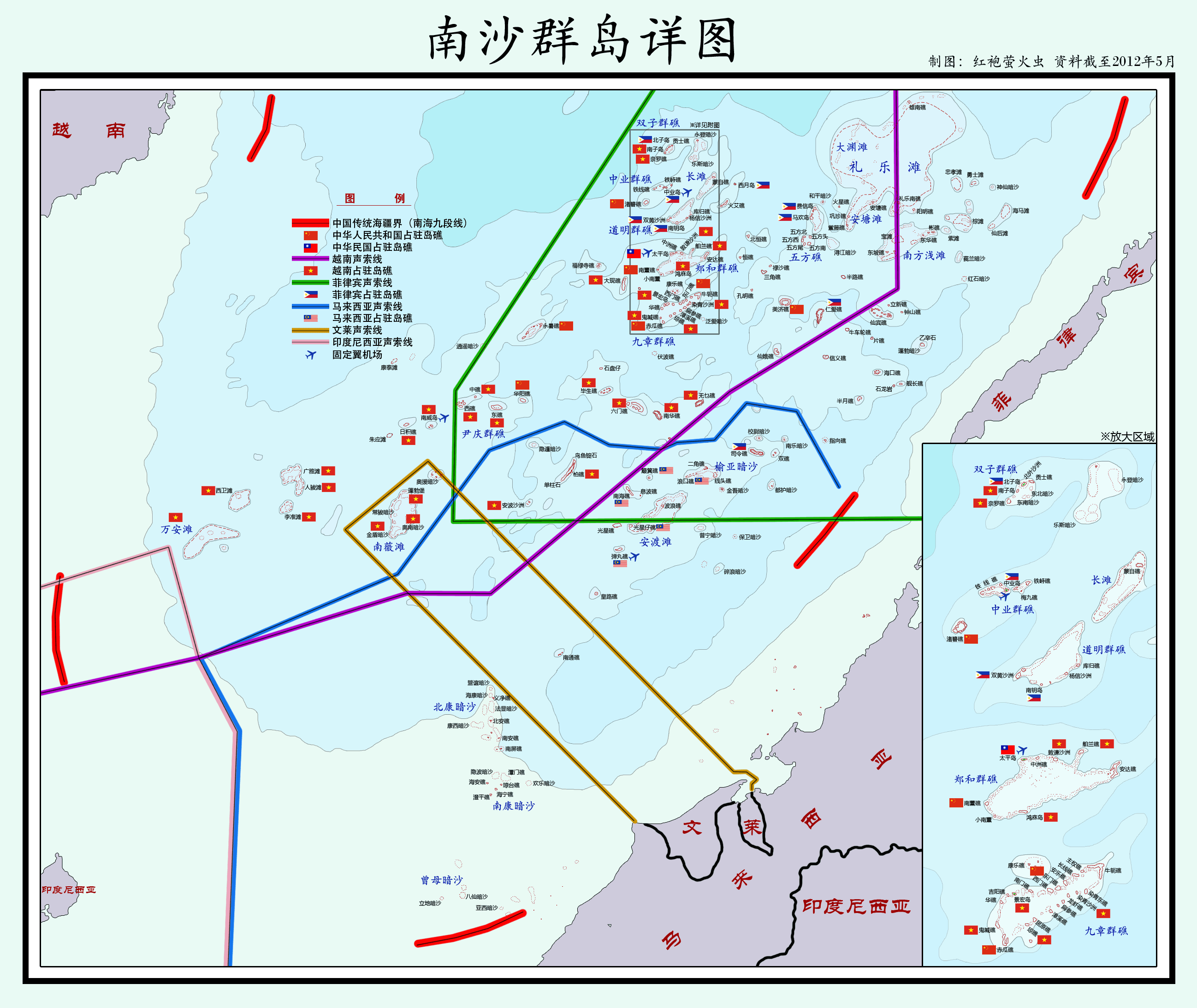
南海中南沙群島

華陽礁是南沙群岛中一暗礁。中國漁民俗稱「銅銃仔」。目前由中華人民共和國實際控制，行政上隶属于海南省三沙市。是南沙群岛中，中国军队驻守的最西端和最南端的岛礁。
地理上，华阳礁属于尹庆群礁，位于该群礁东面，该群礁其余三个礁体（东礁、西礁、中礁）都由越南实际控制。华阳礁与越南在南沙群岛的军事中心南威岛距离较近。

## 歷史
- 中國漁民向稱之為「銅銃仔」。
- 1935年，中華民國水陸地圖審查委員會公佈名稱為克德朗礁。
- 1947年，中華民國內政部方域司公佈名稱為華陽礁。
- 1988年，中華人民共和國中國地名委員會公佈名稱為華陽礁。
- 2013年底，中華人民共和國開始填海造陸工程。
- 2014年11月，吹填面积约为0.2311平方公里，在中華人民共和國实际控制的南沙岛礁中居第七位[2]。
- 2015年10月，华阳礁已建成一座50米高灯塔，为国际海运提供导航等公共服务。岛上海水淡化处理设备及冷藏设施也已建成并投入使用[3]。
- 2020年7月，美國國務卿蓬佩奧於13日發表涉南海聲明後，美軍驅逐艦拉爾夫‧強森號（英语：USS Ralph Johnson）於7月14日在華陽礁和永暑礁12海里內“無害通行”，挑戰中國對於無害航行的限制。[4]

## 名稱來源
中國漁民稱此礁為銅銃仔。越南方面稱之為“Đá Châu Viên”（𥒥洲圓）。 

## 地理位置
- 位於尹慶群礁的東端，與東礁相距約9.5浬，為一東西長3.5浬（5.5公里），南北寬1.5浬之新月形礁台。

## 地質地形
- 退潮露出，滿佈珊瑚礁石的沼澤地、無礁湖，礁上海水沖刷，有幾個1.2-1.5米高之岩石立於北邊，四週海水陡深，東端外側急陡變深至深海。

## 島上狀況
- 水源：無地下水源，須靠船艦運補。
- 人口：目前由中國人民解放軍駐守，無一般平民居住。
- 建築：人工水泥墊高之樓建築物。2015年10月，岛上灯塔已开始发光。[5]
- 運輸：有簡易運輸補給碼頭。

## 對外通訊
- 行動電話通訊方面，中國移動電信公司設有行動通信基地台。